# Phthonandria
Phthonandria là một chi bướm đêm thuộc họ Geometridae.